# Acacia australis
Acacia australis é uma espécie de leguminosa do gênero Acacia, pertencente à família Fabaceae.